# Dream Horse
Pour plus de détails, voir Fiche technique et Distribution.
Dream Horse est un film britannique réalisé par Euros Lyn à partir d'un scénario de Neil McKay et sorti en 2020. Le film raconte la véritable histoire de Dream Alliance, un cheval de course pur-sang improbable élevé par la serveuse de bar galloise Jan Vokes, et qui a remporté le Welsh Grand National. Il avait déjà fait l'objet du documentaire Dark Horse: The Incredible True Story of Dream Alliance.
La première mondiale de Dream Horse a été présentée au festival du film de Sundance 2020. Il est sorti aux États-Unis le 21 mai 2021 et sur le continent européen, au Royaume-Uni le 4 juin 2021.

## Synopsis
Le film raconte l'histoire vraie de Dream Alliance, un improbable champion élevé par la serveuse de bar galloise Jan Vokes.
Avec très peu d'argent et aucune expérience, Jan convainc ses amis et voisins d'investir avec elle pour contribuer à élever Dream Alliance dans l'espoir qu'il rivalise avec les cracks de son époque. L'investissement du groupe portera ses fruits car Dream Alliance  gravira les échelons avec courage et détermination jusqu'à remporter le Welsh Grand National .

## Distribution
- Toni Collette (VF : Marjorie Frantz) : Janette  "Jan" Vokes
- Damian Lewis (VF : Jean-Pierre Michaël) : Howard Davies
- Owen Teale (VF : Paul Borne) : Brian Vokes
- Joanna Page : Angela Davies
- Nicholas Farrell : Philip Hobbs
- Siân Phillips
- Karl Johnson (en) : Kerby
- Peter Davison : Lord Avery
- Steffan Rhodri
- Anthony O'Donnell : Maldwyn
- Alex Jordan : Johnson White
- Max Hutchinson : James Lingsford
- Lynda Baron
- Asheq Akhtar :  Peter
- Darren Evans : Goose

## Production
Il a été annoncé en mars 2019 que Euros Lyn réalise le film, avec Toni Collette et Damian Lewis dans les rôles principaux. Owen Teale, Joanna Page, Nicholas Farrell, Siân Phillips et Karl Johnson ont été ajoutés en mai.
Le tournage a commencé en mai 2019 au Pays de Galles.

## Sortie
Le film est en avant-première mondiale au Sundance Film Festival le 24 janvier 2020.  Le film devait sortir au Royaume-Uni le 17 avril 2020 et aux États-Unis le 1er mai 2020. En raison de l'impact de la pandémie de COVID-19, la sortie au Royaume Uni a été reportée au 4 septembre 2020 tandis que la sortie aux États-Unis a été reportée sine die.
La sortie en France avait été prévue pour le 26 août 2020.

## Accueil

### Box-office
Dream Horse a rapporté 796 000 $ dans 1 254 cinémas lors de son week-end d'ouverture. Les femmes représentaient 62 % de l'audience, dont 85 % avaient plus de 25 ans.

### Critiques
Sur le site d'agrégateur d'avis Rotten Tomatoes, 88% des 126 avis sont positifs, avec une note moyenne de 6,8/10. Le consensus des critiques du site se lit comme suit: "Sous l'impulsion d'une excellente Toni Collette, Dream Horse a une approche agréable pour le public et tire le meilleur parti de l'histoire."  Sur Metacritic , le film a un score moyen pondéré de 68 sur 100, basé sur 22 critiques, indiquant "des critiques généralement favorables".  Selon PostTrak , 81 % des spectateurs ont attribué au film une note positive, 57 % déclarant qu'ils le recommanderaient sans hésiter. Kevin Maher, du Times (Royaume-Uni) ecrivait le 7 juin 2021: "La feelgood Brit-com est de retour !"